# 恩纳斯托·切萨罗
恩纳斯托·切萨罗（義大利語：Ernesto Cesàro，1859年3月12日—1906年9月12日），意大利数学家，出生于那不勒斯。切萨罗的贡献主要集中在微分几何方面，因为在发散级数领域提出切萨罗平均和切萨罗求和而闻名。

## 主要著作
- Corso di analisi algebrica con introduzione al calcolo infinitesimale （页面存档备份，存于） (Bocca, Torino, 1894) （意大利文）
- Elementi di calcolo infinitesimale con numerosi applicazioni geometriche （页面存档备份，存于） (L. Alvano,Naples, 1905) （意大利文）
- Lezioni di geometria intrinseca （页面存档备份，存于） (Naples, 1896) （意大利文）